# Філліпсбург (Огайо)
Філліпсбург (англ. Phillipsburg) — селище (англ. village) в США, в окрузі Монтгомері штату Огайо. Населення — 498 осіб (2020).

## Географія
Філліпсбург розташований за координатами 39°54′14″ пн. ш. 84°24′4″ зх. д. / 39.90389° пн. ш. 84.40111° зх. д. (39.903957, -84.400980).  За даними Бюро перепису населення США в 2010 році селище мало площу 0,69 км², уся площа — суходіл.

## Демографія
Згідно з переписом 2010 року, у селищі мешкало 557 осіб у 235 домогосподарствах у складі 163 родин. Густота населення становила 807 осіб/км².  Було 255 помешкань (369/км²).
Расовий склад населення:
| - 97,7 % — білих - 1,4 % — чорних або афроамериканців - 0,4 % — азіатів |

До двох чи більше рас належало 0,2 %. Частка іспаномовних становила 3,2 % від усіх жителів.
За віковим діапазоном населення розподілялося таким чином: 21,5 % — особи молодші 18 років, 60,0 % — особи у віці 18—64 років, 18,5 % — особи у віці 65 років та старші. Медіана віку мешканця становила 40,4 року. На 100 осіб жіночої статі у селищі припадало 105,5 чоловіків;  на 100 жінок у віці від 18 років та старших — 102,3 чоловіків також старших 18 років.
Середній дохід на одне домашнє господарство  становив 51 992 долари США (медіана — 42 273), а середній дохід на одну сім'ю — 60 611 долар (медіана — 50 625). Медіана доходів становила 41 167 доларів для чоловіків та 32 411 долар для жінок. За межею бідності перебувало 0,4 % осіб, у тому числі 0,0 % дітей у віці до 18 років та 1,9 % осіб у віці 65 років та старших.
Цивільне працевлаштоване населення становило 257 осіб. Основні галузі зайнятості: освіта, охорона здоров'я та соціальна допомога — 21,0 %, мистецтво, розваги та відпочинок — 16,0 %, виробництво — 14,0 %, роздрібна торгівля — 13,6 %.